# Elements Garden
Elements Garden（エレメンツ・ガーデン）是日本音樂製作品牌，隸屬於ARIA entertainment。

## 概要
主要以遊戲的主題曲、背景音樂，以及綜藝節目的樂曲為主。以同樣隸屬於ARIA Entertainment的佐藤裕美開始，向茅原實里、水樹奈奈、榊原由依、栗林美奈實、飛蘭、NANA等多個歌手及音樂家提供樂曲。
在樂曲提供的作品上（CD、電視動畫、遊戲片頭等）會有Elements Garden的商標外，另外也會加上「Special Thanks: Elements Garden」的注記。

## 歷史
- 2002年7月，Elements Garden的前身feel成立。代表為河边建宏。包括了後來Elements Garden的成員上松範康、藤田淳平、藤間仁。
- 2004年3月，Elements Garden正式成立。
- 2004年6月，feel的活動結束。
- 2005年2月24日，佐藤裕美的專輯《Angelica》發行，全部由Elements Garden的成員擔任作曲與編曲（其中包含feel時代的樂曲）。這是Elements Garden第一次負責所有曲子作曲及編曲的專輯。
- 2005年10月19日，上松範康替水樹奈奈作編曲的單曲《ETERNAL BLAZE》發行。這張單曲在Oricon週排名拿下第二名，是Elements Garden成軍後第一次進入Oricon前十名的樂曲。Elements Garden自這張單曲後長期與水樹奈奈合作。
- 2006年1月18日，藤田淳平替水樹奈奈作編曲的單曲《SUPER GENERATION》發行。這張單曲在Oricon週排名拿下第六名，為藤田淳平首次進入Oricon前十名的樂曲。
- 2006年5月3日，水樹奈奈的專輯《HYBRID UNIVERSE》發行並取得週排名第三的紀錄。這張專輯包括上松範康、藤田淳平、藤間仁參與製作。是Elements Garden首次進入Oricon前十名的專輯。
- 2007年，中山真斗加入。
- 2008年8月6日，Elements Garden的合集「Elements Garden」發售。

## 成員

### 現行成員
- 上松範康 - Elements Garden最主要的成員。豎琴演奏家上松美香的哥哥。
- 藤田淳平 - 歌手Suara的丈夫。
- 藤間仁。豎琴演奏家上松美香的丈夫。
- 菊田大介 - 2005年加入。
- 岩橋星實 - 2011年加入。
- 藤永龍太郎 - 2015年加入。
- 都丸椋太 - 2015年加入。
- 笠井雄太 - 2016年加入。
- 織田明日香（おだ あすか） - 2016年加入。
- 竹田祐介 - 2017年加入。
- 下田晃太郎 - 2019年加入。
- 日高勇輝 - 2020年加入。
- 近藤世真 - 2020年加入。

### 過往成員
- 中井康智（2005年─2006年）
- 中山真斗（2007年─2013年）
- Evan Call（2012年─2016年）
- 喜多智弘（2011年─2016年）
- 母里治樹（2009年─2018年）
- 末益涼太（2014年─2019年）
- 平田悠真（2015年 - 2019年）

## 主要提供的歌手
- KAKO
- 近畿小子
- KIRIKO
- KOTOKO & 佐藤裕美
- MAKO
- monet
- NANA
- Riryka
- Rita
- Suara
- YURIA
- 上松美香
- 片霧烈火
- 栗林美奈實
- 榊原由依
- 佐藤裕美
- 茅原実里
- 富田麻帆
- 橋本美雪
- 水樹奈奈
- 宮野真守
- 木蓮
- savage genius
- 蒼井翔太
- 新田惠海
- 少女福爾摩斯
- BanG Dream!（所有樂團）
- Peaky P-key (D4DJ)

## 主要作品

### 上松範康
- 『ETERNAL BLAZE』（水樹奈奈/動畫 魔法少女奈葉A's OP）作編曲
- 『BRAVE PHOENIX』（水樹奈奈/動畫 魔法少女奈葉A's 挿入歌）』）作編曲
- 『Justice to Believe』（水樹奈奈/遊戲 狂野歷險 the Vth Vanguard OP）作編曲
- 『深愛』（水樹奈奈/動畫 白色相簿 OP1）作曲
- 『夢幻』（水樹奈奈/動畫 白色相簿 OP2）作曲
- 『Angelic Symphony』（佐藤ひろ美/遊戲 GALAXY ANGEL Eternal Lovers OP ）作詞曲（編曲：藤間仁）
- 『翼はPleasure Line』（栗林美奈實/動畫 聖槍修女 OP）作編曲
- 『Bravin' Bad Brew』（Riryka/動畫 Venus Versus Virus OP）作編曲
- 『KAMUY』（木蓮/遊戲 夜刀姫斬鬼行 OP）作詞作曲（編曲：藤田淳平）
- 『砂銀』（彩菜&堀奈生/遊戲 朱 -Aka- OP）作編曲
- 『片翼のイカロス』（榊原ゆい/動畫 H2O -FOOTPRINTS IN THE SAND- OP）作詞曲（編曲：藤間仁）
- 「首都高バトル0」(劇中曲の作曲)ほか

### 藤田淳平
- 『是冒險對吧對吧？』（平野綾/動畫 涼宮春日的憂鬱 OP）編曲
- 『Princess Blood』（Rita/遊戲 黒の歌姫 OP）作編曲
- 『魂響』（片霧烈火/遊戲 魂響 OP）編曲（作詞作曲は上松範康）
- 『COSMIC LOVE』（水樹奈奈/動畫 十字架與吸血鬼 OP）作編曲
- 『夢幻』（水樹奈奈/動畫 白色相簿 OP2）編曲
- 『運命（さだめ）の旋律（メロディー）』（佐藤ひろ美&KOTOKO/遊戲 夜刀姫斬鬼行 IN）作編曲（作詞：上松範康）
- 『SUPER GENERATION』（水樹奈奈/朝日電視台 やぐちひとり ED）編曲
- 『KI-ZU-NA〜遥かなる者へ』 (ヒトミソラ/動畫 我家有個狐仙大人 OP) 編曲
- 『JUST TUNE』（savage genius/動畫 夜櫻四重奏 OP)作編曲ほか

### 藤間仁
- 『なんてね76's』（佐藤ひろ美/遊戲 彈珠汽水 OP）作編、
- 『時代の無双花』（佐藤ひろ美/動畫 機動新撰組 萌えよ剣TV OP）編曲
- 『120円の春』（YURIA/遊戲 120元之春 OP）作編曲
- 『Escarlata』（木蓮/遊戲 Scarlett IM）作編曲
- 『SECRET AMBITION』（水樹奈奈）編曲
- 『殘光的蓋亞』（水樹奈奈/朝日電視台 セレクションX ED）作編曲
- 『Crystal Letter』（水樹奈奈/遊戲 WILD ARMS the Vth Vanguard ED）編曲ほか
- 『深愛』（水樹奈奈/動畫 白色相簿 OP1）編曲

### 菊田大介
- 『ZERO』（佐藤ひろ美/遊戲 Happiness! OP）作編曲
- 『はぴでい♪』（榊原ゆい/遊戲 Happiness! Re:Lucks OP）編曲（作曲は上松範康）
- 『SNOW』（佐藤ひろ美/專輯 Angelica）作編曲
- 『純白サンクチュアリィ』（茅原實里/純白サンクチュアリィ）作曲
- 『雨上がりの花よ咲け』（茅原實里/雨上がりの花よ咲け）作編曲
- 『Paradise Lost』（茅原實里/動畫『喰霊―零―』片頭曲）作編曲
- 『Next Season』（栗林美奈實/OVA『你所期望的永遠 〜Next Season〜』オープニング主題歌) 作編曲
- 『Love Jump』（栗林美奈實/動畫 『紅』オープニング主題歌) 作編曲
- 『sympathizer』（栗林美奈實/動畫『黑神 The Animation』OP) 作編曲
- 『STRAIGHT JET』（栗林美奈實/動畫『Infinite Stratos』OP) 作編曲
- 『RISING FORCE』（JAM Project/動畫 超級機器人大戰OG -Divine Wars- OP）編曲ほか

### 中山真斗
- 『H2O 〜utsusemi spica.〜』（monet/遊戲 H2O -FOOTPRINTS IN THE SAND- OPアレンジバージョン）編曲、
- 『はっぴぃプリンセスBGM』（遊戲 はっぴぃプリンセス）
- 『SORA』（蒼井翔太/動畫『少年同盟』劇中歌）作編曲（作詞：RUCCA）
- 『Graffiti』（蒼井翔太/動畫『少年同盟』劇中歌）作編曲（作詞：RUCCA）
- 『Tomorrow』（蒼井翔太/動畫『少年同盟』劇中歌）作編曲（作詞：RUCCA）
- 『Candy』（蒼井翔太/動畫『少年同盟』劇中歌）作編曲（作詞：RUCCA）
- 『Over』（蒼井翔太/動畫『少年同盟』劇中歌）作編曲（作詞：RUCCA）
- 『March』（蒼井翔太/動畫『少年同盟』劇中歌）作編曲（作詞：RUCCA）
- 『Aqua』（蒼井翔太/動畫『少年同盟』劇中歌）作編曲（作詞：RUCCA）

### 母里治樹
- 『Silent Bible』（水樹奈奈/遊戲 魔法少女奈葉A's PORTABLE -THE BATTLE OF ACES-PSP版 OP）作曲

## 外部連結
- Elements Garden «  ARIA entertainment アリア・エンターテインメント（页面存档备份，存于），在ARIA entertainment的官方網站 （日語）
- ElementsGarden，官方網誌 （日語）
- ARIA entertainment アリア・エンターテインメント（页面存档备份，存于），ARIA entertainment （日語）